# 1787 في الولايات المتحدة
فيما يلي قوائم الأحداث التي وقعت خلال عام 1787 في الولايات المتحدة.

## أحداث
- 25 مايو – الاجتماع الدستوري

## سياسة

### تعيين في المنصب
- 30 مايو – جون هانكوك حاكم ماساتشوستس [الإنجليزية]‏.

## مواليد

### يناير
- 1 يناير – أوليفر ه الأمير سياسي أمريكي.
- 10 يناير – روبرت نيكولاس سياسي أمريكي.
- 13 يناير – جون ديفيس سياسي أمريكي.
- 13 يناير – وليام ف جوردون سياسي أمريكي.

### مارس
- 7 مارس – جورج بثيون إنجلش مغامر ودبلوماسي وعسكري أمريكي، خدم في جيش والي مصر محمد علي باشا.
- 27 مارس – ستيفن بليس سياسي من الولايات المتحدة الأمريكية.

### أبريل
- 6 أبريل – دنكان لامونت كلينش سياسي أمريكي.
- 7 أبريل – صموئيل ماكين سياسي أمريكي.
- 13 أبريل – بنيامين جونز سياسي أمريكي.

### مايو
- 5 مايو – وليام كوكس إليس سياسي أمريكي.
- 7 مايو – توماس باك ريد سياسي أمريكي.

### يونيو
- 8 يونيو – صموئيل روسيتر بيتس سياسي أمريكي.
- 27 يونيو – توماس ساي

### يوليو
- 14 يوليو – توملينسون فورت سياسي أمريكي.

### أغسطس
- 12 أغسطس – ستيفن رويس سياسي أمريكي.
- 20 أغسطس – جون ميلتون نيليز سياسي أميركي.

### سبتمبر
- 10 سبتمبر – جون جيه كريتندن سياسي أمريكي.

### نوفمبر
- 17 نوفمبر – جوناثان ألين

## وفيات

### يناير
- 1 يناير – آرثر ميدلتون (مواليد 1742) سياسي أمريكي.

### أكتوبر
- 5 أكتوبر – توماس ستون (مواليد 1743) سياسي أمريكي.